# ماهوية علمية
إن الماهوية العلمية، وهو الرأي الذي تبناه شاول كريبك وهيلاري بوتنام، يؤكد أن هناك خصائص جوهرية تمتلكها الأشياء (أو تتجسد فيها) بالضرورة. بعبارة أخرى، فإن امتلاك مثل هذه الخصائص الجوهرية شرط ضروري للعضوية في نوع طبيعي معين. على سبيل المثال، النمور هي نمور بحكم امتلاكها لمجموعة معينة من الخصائص الجينية، ولكن الخصائص المميزة (أو القائمة على المظهر) هي خصائص غير جوهرية. إذا فقد النمر ساقه، أو لم يكن لديه خطوط، فإننا نسميه نمرًا. فهي ليست ضرورية لكونه عضوًا في فئة النمور.
ومع ذلك، من المهم ألا تُستخدم مجموعة الخصائص الأساسية لشيء ما لتحديد هويته أو التماهي معه لأنها ليست ضرورية وكافية، بل ضرورية فقط. إن امتلاك مثل هذه الشفرة الجينية لا يكفي لكونه نمرًا. لن نسمي قطعة من ذيل النمر نمرًا، على الرغم من أن قطعة من ذيل النمر تحتوي على المعلومات الجينية الأساسية لكونه نمرًا.
ومن بين المؤيدين الآخرين للجوهرية العلمية براين إليس، وكارولين ليرس، وجون بيجلو، وألكسندر بيرد.